# Derecho material
En la teoría del derecho, la denominación derecho material hace referencia a las fuerzas sociales con potestad para crear la norma jurídica en una sociedad determinada, sea cual fuere su organización política. El derecho formal, sin embargo, coincidirá con la manera o forma en que esa norma jurídica se manifieste.

## España
De conformidad con la vigente Constitución española de 1978, la organización territorial en España permite que las fuerzas sociales con poder legislativo propiamente dicho sean el Estado y las comunidades autónomas, a través de sus respectivos parlamentos o cámaras legislativas, y determinadas organizaciones internacionales y supranacionales.
La organización territorial de carácter local y/0(municipios y provincias) tendrá asimismo capacidad normativa para la generación de derecho material, pero en este caso de inferior rango jurídico que los anteriores estamentos, puesto que carece del referido poder legislativo.